# Herndon (Wirginia)
Herndon – miasto w Stanach Zjednoczonych, w stanie Wirginia, w hrabstwie Fairfax.